# Grunerowie herbu własnego
Grunerowie herbu własnego – polski ród szlachecki pochodzenia niemieckiego.

## Historia
Zgodnie z historią rodzinną, protoplastą polskiej gałęzi rodu miałby być wywodzący się z rodziny niemieckich baronów Johan Kasper de Gruner, kawaler maltański (od 1788), który przybył do Polski w XVIII wieku, został kapitanem wojsk Rzeczypospolitej i poślubił Polkę. Jednak Boniecki wywodzi ród od jego ojca, Franciszka, który w 1737 roku był dziedzicem Zamelan w województwie wileńskim. Prawnukiem Franciszka, wnukiem Jana Kaspra i synem Karola był natomiast Zygmunt Feliks, który w 1812 roku dowiódł szlachectwa przed wileńską Deputacją Wywodową. W 1845 roku ponownie wylegitymował się w Wilnie wraz z synem Alojzym. Rodzina posiadała m.in. majątek ziemski w Mariampolu koło Słonimia (53°09′16,7″N 25°10′49,1″E/53,154633 25,180309).

## Herb
Herb zgodnie z dokumentami znajdującymi się w Oddziałowym Archiwum IPN w Szczecinie przedstawił Tadeusz Gajl w aneksie do swojego herbarza. Jest on zgodny z herbem, który w Prusach nadano Justusowi Grunerowi 19 stycznia 1815 roku.

## Przedstawiciele

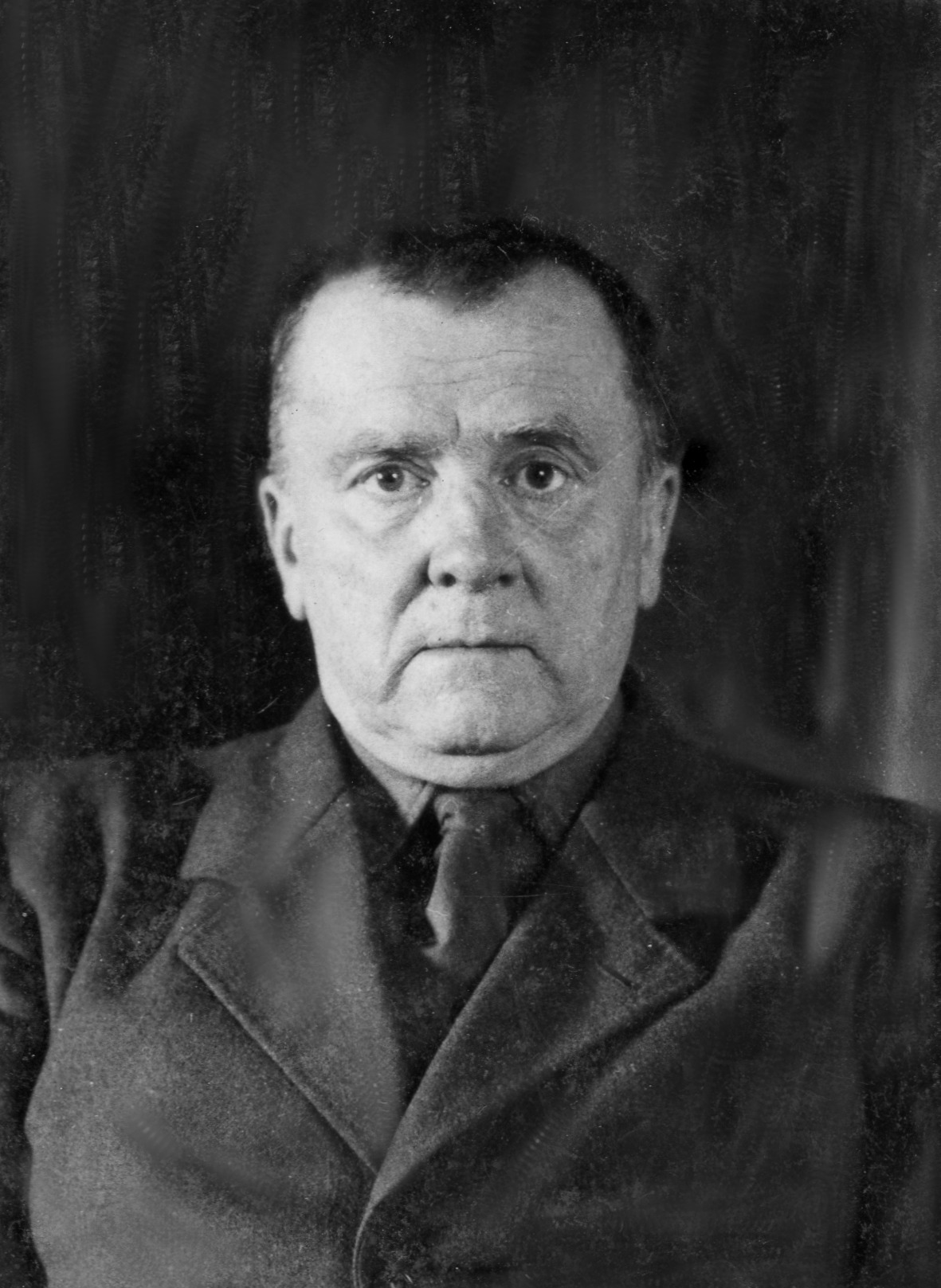
Jan Gruner

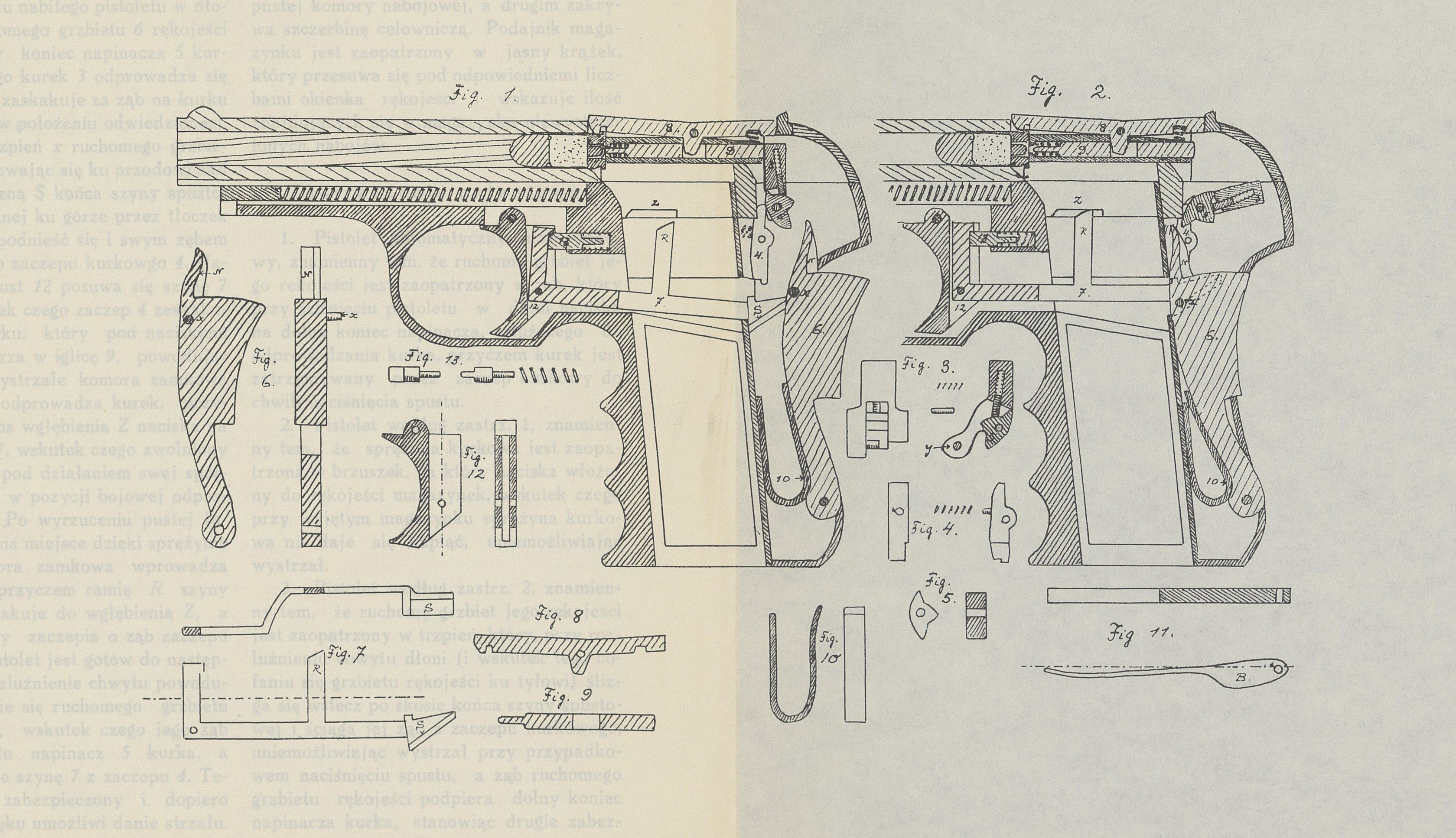
Projekt pistoletu Grunera

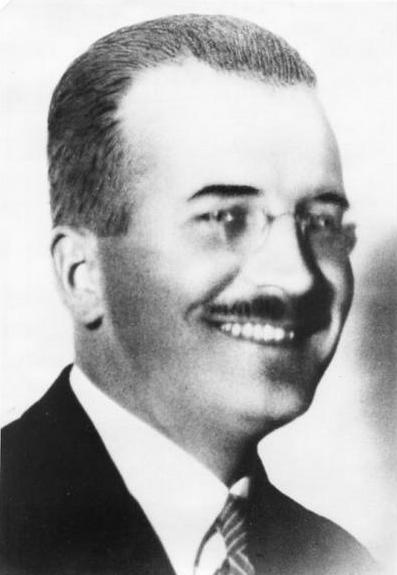
Julian Gruner

### Ewa Gruner‑Żarnoch
Ewa Gruner‑Żarnoch (ur. 19 kwietnia 1934 w Kaliszu, zm. 14 kwietnia 2020 w Szczecinie) – córka Juliana i Marii z Mittelsteadtów, doktor nauk medycznych. Była pracowniczką naukową Pomorskiej Akademii Medycznej i specjalizowała się w chirurgii dziecięcej oraz anestezjologii. Opublikowała liczne artykułu na temat wad wrodzonych twarzoczaszki. Uczestniczyła w pracach ekshumacyjnych w Charkowie, starała się o upamiętnienie zbrodni katyńskiej, wydała m.in. wspomnienia więźniów obozu jenieckiego w Starobielsku. W latach 1992–2016 pełniła funkcję prezesa szczecińskiego Stowarzyszenia „Katyń”, jednocześnie była członkinią Rady Federacji Rodzin Katyńskich. Została uhonorowana Krzyżem Komandorskim Orderu Odrodzenia Polski, nagrodą Prezesa IPN „Świadek Historii” oraz innymi odznaczeniami.

### Jan Gruner
Jan Gruner (ur. 26 stycznia?/7 lutego 1885 w Mariampolu, pow. słonimski, zm. 15 marca 1963) – syn Lucjana Pawła i Stefanii Ewy z Nowickich. Uczył się w szkole realnej w Lipawie, a następnie w latach 1905-1911 studiował na Wydziale Handlowym Politechniki Ryskiej, który ukończył z tytułem magistra inżyniera. Podczas studiów dołączył do Polskiej Korporacji Akademickiej Welecja i zainteresował fotografią. Będąc niewiele młodszy od Jana Bułhaka, należał do pierwszego pokolenia polskich fotografów. Współpracował m.in. z „Tygodnikiem Illustrowanym” i „Ziemią”. W roku 1924 zasiadał w Radzie Szkolnej Powiatowej w Opocznie. W 1934 opatentował projekt pistoletu automatycznego i zabiegał o wdrożenie go do produkcji. Mimo widocznych zalet projekt nie przyjął się jednak ani w wojsku, ani w policji, ponieważ na szeroką skalę korzystano już wówczas z Visów. W 1943 roku Jan Gruner został wywłaszczony przez Niemców z majątku w Mariampolu. Po wojnie osiadł w Łęgach w województwie szczecińskim. Pracował w Szczecińskiej Fabryce Motocykli.

## Archiwalia
W 2017 roku Ewa Gruner-Żarnoch przekazała spuściznę rodzinną szczecińskiemu oddziałowi Instytutu Pamięci Narodowej. W 2023 roku albumy z fotografiami Jana Grunera zostały przez jego wnuka przekazane do digitalizacji Bolechowskiemu Archiwum Cyfrowemu.